# KR 2000

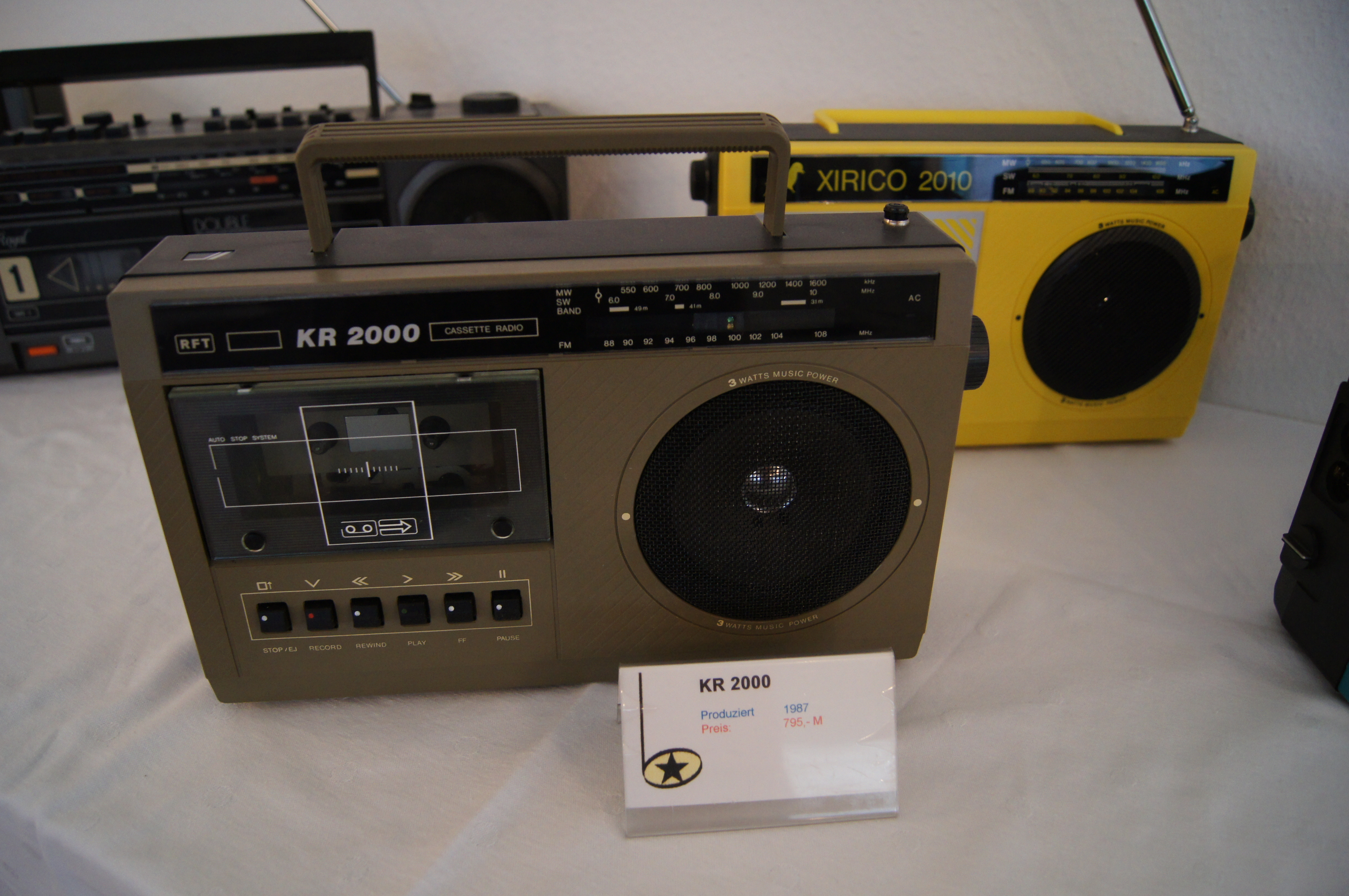
KR 2000

Der KR 2000 war ein Mono-Kassettenrekorder aus DDR-Produktion. Er wurde von 1985 bis 1989 im VEB Kombinat Sternradio Berlin gebaut und basiert auf dem SKR 700. Im Handel kostete er rund 795 Mark. Der KR 2000 war ein sehr beliebtes Geschenk zur Jugendweihe.

## Technische Daten
- Tuner: UKW 87,5 bis 108 MHz, Kurz- und Mittelwelle
- Kassettenlaufwerk: Aus japanischer Lizenz, entspricht dem Laufwerk des SKR 700